# Eresia sestia
Eresia sestia är en fjärilsart som beskrevs av William Chapman Hewitson 1869. Eresia sestia ingår i släktet Eresia och familjen praktfjärilar. Inga underarter finns listade i Catalogue of Life.